# Riksväg 84
Der Riksväg 84 ist eine schwedische Fernverkehrsstraße in Gävleborgs län und Jämtlands län. 

## Verlauf
Die Straße zweigt in Hudiksvall vom Europaväg 4 ab und verläuft in östlicher Richtung über Delsbo (hier den Länsväg 305 abzweigen lassend) und Ljusdal, wo sie den Riksväg 83 kreuzt, Kårböle (Kreuzung mit dem Länsväg 296) und weiter durch Härjedalen über Älvros und Sveg (zwischen Älvros und Sveg gemeinsam mit dem Europaväg 45), Linsell, die Einmündung des Länsväg 315 beim Flugplatz Hetlanda, Hede, Tännäs  (Einmündung des Länsväg 311) und Funäsdalen zur Grenze. Auf norwegischer Seite setzt sich die Straße als Fylkesvei 31 nach Røros fort.
Die Länge der Straße beträgt 332 km.